# 克莱罗定理
克莱罗定理于1743年由法国科学家克莱罗在其著作《关于地球形状的理论》（Théorie de la figure de la terre）中首次阐述。该定理给出了地球几何扁率与重力扁率的数学关系，为利用重力资料研究地球形状奠定了基础。

## 内容
克莱罗假设地球是由密度不同的均匀物质层圈组成的椭球体，各椭球面都是重力等位面，且各层密度由地心向外有规律的减小。椭球面上纬度为 φ 一点的重力加速度 g 为：

{\displaystyle g=G\left[1+\left({\frac {5}{2}}m-f\right)\sin ^{2}\phi \right]\ ,}

式中 G 为地球赤道上的重力加速度，m 为为赤道上的离心力与赤道上的重力加速度之比，f 为地球椭球扁率。

## 扩展阅读
- The Problem of the Earth's Shape from Newton to Clairaut: The Rise of Mathematical Science in Eighteenth-Century Paris and the Fall of “Normal” Science. （页面存档备份，存于） （英語）